# Juan Carlos Thorry
Juan Carlos Thorry (bürgerlich José Antonio Torrontegui; * 28. Juni 1908 in Coronel Pringles; † 12. Februar 2000) war ein argentinischer Schauspieler und Regisseur, Tangosänger, -dichter und -komponist.

## Leben
Torrontegui wuchs bei einer Tante auf – seine eigene Mutter lernte er erst im Alter von 40 Jahren kennen – und begann auf Anraten eines Onkels ein Medizinstudium, von dem er nach zwei Jahren zum Jurastudium wechselte. Er besuchte neben dem Studium die angesagten Tangolokale von Buenos Aires und hatte seine ersten Auftritte in Enrique Santos Discépolos Show Mis canciones 1932 im Teatro Monumental neben der Sängerin Tania und einer von Fernando Ochoa und Claudio Martínez Paiva geleiteten Hörspielshow im Kino París. In dieser Zeit lernte er auch Osvaldo Fresedo kennen, mit dem ihn eine lebenslange Freundschaft verband, und die Musiker aus dessen Formation José María Rizzuti, Adolfo Muzzi und Manlio Francia.
Ab 1935 war Thorry Ansager bei Radio El Mundo, zugleich wurde er für mehrere Saisons Partner der Komikerin Niní Marshall. Luis César Amadori holte ihn an das Maipo-Theater, wo er neben Größen der Zeit wie Pepe Arias, Gloria Guzmán, Sofía Bozán, Tita Merello und Severo Fernández auftrat. Zum Film kam er durch einen Zufall: Manuel Romero hatte das Drehbuch für den Film El caballo del pueblo geschrieben, in dem Carlos Gardel eine Hauptrolle übernehmen sollte. Da es zwischen beiden zu Differenzen kam, engagierte Romero stattdessen Thorry.
Danach trat Thorry bis in die 1970er Jahre in fast 60 Filmen auf. Berühmt wurde er mit seinem Auftritt an der Seite von Mirtha Legrand in Los martes orquídeas (1941). Weitere Filmpartnerinnen waren u. a. Niní Marshall, Susana Freyre und María Duval. Von 1948 bis 1950 wirkte er in den USA als Sänger in der The Wendy Barrie Show mit. 1955 reiste er mit Analía Gadé, mit der er seit Anfang der 1940er Jahre verheiratet war, nach Spanien, wo er mehrere Jahre arbeitete. Nach der Trennung von Gadé kehrte er nach Buenos Aires zurück, wo er u. a. die Sendung Casino Philips auf Canal 13 moderierte. Großen Erfolg hatte er in Emilio Vieyras Komödie Dr. Cándido Pérez, señoras nach einem Drehbuch von Abel Santa Cruz mit Julia Sandoval und Teresa Blasco. Später war er einer der Moderatoren der Sendung Grandes valores del tango. 1985 gründete er, bereits an Parkinson erkrankt, mit seiner letzten Frau Regina Fernández eine Schauspielschule in San Antonio de Padua. Seine letzten Fernsehauftritte hatte er in Stress (mit Irma Córdoba) und 1994 in Aprender a volar.

## Filmografie
- 1935: El caballo del pueblo
- 1936: Radio Bar
- 1937: Dos amigos y un amor
- 1938: Maestro Levita
- 1938: Senderos de fe
- 1938: Villa Discordia
- 1939: Cándida
- 1940: El solterón
- 1940: Isabelita
- 1940: Luna de miel en Río
- 1941: Los martes, orquídeas
- 1941: Yo quiero ser bataclana ...Carlos
- 1942: El pijama de Adán
- 1942: Elvira Fernández, vendedora de tienda
- 1942: En el último piso
- 1942: Una luz en la ventana
- 1943: La hija del Ministro
- 1944: La casta Susana
- 1944: La pequeña señora de Pérez
- 1944: Mi novia es un fantasma
- 1945: La señora de Pérez se divorcia
- 1947: Con el diablo en el cuerpo
- 1947: El retrato
- 1947: Los maderos de San Juan (México)
- 1948: La hostería del caballito blanco
- 1948: La serpiente de cascabel
- 1949: Cita en las estrellas
- 1950: Cuando besa mi marido
- 1950: El demonio es un ángel
- 1950: Piantadino
- 1951: ¡Qué hermanita!
- 1951: Concierto de bastón
- 1951: Escándalo nocturno
- 1951: Especialista en señoras
- 1951: La comedia inmortal
- 1952: Bárbara atómica
- 1952: Vuelva el primero!
- 1953: ¡Qué noche de casamiento!
- 1953: Asunto terminado
- 1953: Suegra último modelo
- 1954: Somos todos inquilinos
- 1956: Los maridos de mamá
- 1962: Dr. Cándido Pérez, Sras.
- 1964: Cuidado con las colas
- 1965: Convención de vagabundos
- 1979: Las muñecas que hacen ¡pum!
- 1981: Ritmo, amor y primavera
- 1982: Buenos Aires Tango
- 1982: Esto es vida
- 1983: Superagentes y titanes
- 1985: Las barras bravas
- 1986: Las lobas

## Texte und Kompositionen
- Bulincito estudiantil (Text und Komposition)
- Hasta cuando (Text, Komposition: Pedro Maffia)
- Indiferencia (Text, Komposition: Rodolfo Biagi)
- Mamá yo quiero casarme (Text, Komposition von Julio De Caro und Carlos Marcucci)
- Mi serenata (Text von Edgardo Donato)
- Pensando en ti (Text und Komposition)
- Qué importa (Text, Komposition: Ricardo Tanturi)
- Tu amor y mi obsesión (Text, Komposition: Leo Lipesker)
- Vida querida (Text, Komposition: Eduardo Scalise)